# Koczka Csaba
Koczka Csaba (Zalaegerszeg, 1967. április 10. –) magyar ügyvéd, politikus, országgyűlési képviselő.

## Életpályája

### Iskolái
1973–1981 között a Landorhegyi Általános Iskolában tanult. A Zrínyi Miklós Gimnáziumban érettségizett. 1986–1991 között a Janus Pannonius Tudományegyetem Jogtudományi Karának hallgatója volt.

### Pályafutása
1991–1992 között a Zala Megyei Főügyészségen fogalmazó volt. 1992–1993 között az APEH Zala Megyei Igazgatóságán csoportvezetőként dolgozott. 1993–2011 között ügyvédként tevékenykedett a Zalai Megyei Területi Ügyvédi Kamaránál. 1998 óta a Zala Bútor Rt. igazgatótanácsának tagja. 2011-től a zalaegerszegi polgármesteri hivatal közigazgatási osztályvezetője, majd irodavezetője volt. 2012-től a Zalaegerszegi Járási Hivatal vezetője.

### Politikai pályafutása
1993 óta a Fidesz tagja. 1994–1996 között a pénzügyi bizottság elnöke volt. 1994–2002 között önkormányzati képviselő volt. 1996–1998 között a gazdasági bizottság elnöke volt. 1996–1998 között a Fidesz Zala megyei, 1997–1999 között zalaegerszegi városi elnöke volt. 1998–2002 között országgyűlési képviselő (Zalaegerszeg) volt. 1998–2002 között az Alkotmány- és igazságügyi bizottság tagja volt. 2002-ben országgyűlési képviselőjelölt volt.

## Családja
Szülei: Koczka Kálmán és Lakatos Erzsébet. 1991-ben házasságot kötött Takács Ágnessel. Három gyermekük született: Júlia (1991), Máté (1995) és Zsóka Mária (1999).